# Nicholas Mahon Power
Nicholas Mahon Power (1787 – 1873) è stato un politico irlandese.

## Biografia
Nicholas Mahon Power fu eletto alle elezioni generali nel Regno Unito del 1847 come candidato della Repeal Association,  come uno dei due membri del Parlamento del collegio della Contea di Waterford.
Fu rieletto alle elezioni generali nel Regno Unito del 1852., insieme al suo collega, il secondo deputato di Waterford, John Esmonde, X baronetto per il Partito Liberale, che era in alleanza con i nazionalisti.. Il fratello di Power, Patrick aveva già rappresentato Waterford nel 1835.
Dopo le elezioni Power e Esmond furono tra i quaranta deputati liberali dell'Irlanda che diedero vita all'Independent Irish Party. Il nuovo partito non sopravvisse a lungo e Power fu rieletto Radicals (UK) alle elezioni generali nel Regno Unito del 1857
Non prese parte alle elezioni generali nel Regno Unito del 1859 e si ritirò dal Parlamento.confluì nuovamente nel Partito Liberale.